# Selaginella cavifolia
Selaginella cavifolia är en mosslummerväxtart som beskrevs av Addison Brown. Selaginella cavifolia ingår i släktet mosslumrar, och familjen mosslummerväxter. Inga underarter finns listade i Catalogue of Life.